# Don Shirley
Donald Walbridge Shirley (ur. 29 stycznia 1927 w Pensacola, zm. 6 kwietnia 2013 w Nowym Jorku) – amerykański pianista jazzowy i klasyczny oraz kompozytor. 
Nagrał wiele utworów dla wytwórni Cadence Records w latach 50. i 60. XX wieku, eksperymentując muzyką jazzową z wpływem muzyki klasycznej. Napisał wiele symfonii organowych, koncertów fortepianowych, koncertów wiolonczelowych, trzy kwartety smyczkowe, jednoaktową operę, utwory na organy, fortepian i skrzypce, a także poemat symfoniczny na podstawie powieści Finneganów tren Jamesa Joyce’a z 1939 oraz zbiór „wariacji” opartych na operze Orfeusz w piekle z 1858.
Urodzony w Pensacola na Florydzie, Shirley był obiecującym uczniem grającym na fortepianie. Mimo że nie stał się sławny na początku swojej kariery, zyskał ją później, mieszając w swoich utworach różne tradycje muzyczne.
W latach 60. XX w., Shirley wykonał wiele tras koncertowych, niektóre w stanach na Głębokim Południu. Zatrudnił on ochroniarza klubu striptizerskiego Tony’ego „Lipa” Vallelongę jako szofera i ochroniarza. Na ich historii oparty jest film Green Book (2018), w którym w Shirleya wcielił się Mahershala Ali.

## Życiorys

### Dzieciństwo
Donald Walbridge Shirley urodził się 29 stycznia 1927 w Pensacola na Florydzie. Rodzice byli jamajskimi imigrantami – Stella Gertrude (1903–1936), nauczycielka, i Edwin S. Shirley (1885–1982), kapłan episkopalny.
Shirley zaczął grać na fortepianie w wieku dwóch lat. Przez pewien czas chodził do Virginia State University i Prairie View A&M University, później studiował u Conrada Berniera i Thaddeusa Jonesa w Katolickim Uniwersytecie Ameryki w Waszyngtonie, D.C., w którym otrzymał bachelor’s degree z muzyki w 1953.
Jako „Dr. Shirley” otrzymał dwa honorowe doktoraty.
Miejsce urodzenia jest czasami błędnie podawane jako Kingston, ponieważ wytwórnia reklamowała go jako urodzonego na Jamajce. Według niektórych źródeł, Shirley wyruszył w podróż do Związku Radzieckiego, by podjąć naukę w Konserwatorium Petersburskim. Nawiązując do bratanka, Edwina, wydawnictwo błędnie myślało, że studiował w Europie „aby był tolerowany w miejscach, w których osoba ze szkoły dla czarnoskórych nie zdobyłaby żadnej sławy”.

### Kariera: 1945–1953
W 1945, w wieku 18 lat, Shirley zagrał I koncert fortepianowy Czajkowskiego wraz z Bostońską Orkiestrą Symfoniczną. Rok później, Shirley wykonał jedną ze swoich kompozycji z Londyńską Orkiestrą Filharmoniczną.
W 1949 otrzymał zaproszenie od haitańskiego rządu, aby zagrać Exposition internationale du bicentenaire de Port-au-Prince, a także prośbę ówczesnego prezydenta Dumarsaisa Estimé’a i arcybiskupa Josepha-Marie’a Le Gouaze’a o ponowny występ tydzień później.
Shirley ożenił się z Jean C. Hill w hrabstwie Cook 23 grudnia 1952; później się rozwiedli.
Zrażony brakiem perspektyw dla czarnoskórych muzyków wykonujących muzykę poważną, Shirley zrezygnował z kariery pianisty. Studiował psychologię na Uniwersytecie Chicagowskim i zaczął pracować w Chicago jako psycholog. Tam też wrócił do muzyki. Otrzymał dotację na studiowanie zależności między muzyką a przestępczością osób nieletnich, która zwiększyła się w okresie powojennym, na początku lat 50. XX wieku. Grając później w małym klubie, eksperymentował z dźwiękiem, aby zobaczyć reakcję widowni. Publiczność była nieświadoma eksperymentów, studenci zaś mieli na celu ocenić ich odczucia.

### Kariera: 1954–2013
Dzięki zaproszeniu od Arthura Fiedlera, Shirley wystąpił z Boston Pops Orchestra w Chicago w czerwcu 1954. W 1955 zagrał z NBC Symphony Orchestra na premierze koncertu fortepianowego Duke’a Ellingtona w Carnegie Hall. Wystąpił także w programie telewizyjnym Arthur Godfrey and His Friends.
Debiutancki album Tonal Expressions został wydany przez wydawnictwo Cadence Records. W 1955 zdobył 14. miejsce w liście najlepiej sprzedających się albumów pop (ang. Billboard’s Best-Selling Pop Albums) magazynu Billboard. W latach 50. i 60. nagrał wiele albumów (dla Cadence Records), eksperymentując muzyką jazzową z klasyczną. W 1961 singel „Water Boy” osiągnął 40. pozycję w liście Hot 100 i utrzymywał się na niej przez 14 tygodni. Wystąpił w nowojorskim klubie nocnym Basin Street East, w którym Duke Ellington usłyszał go i zaczęli się przyjaźnić.

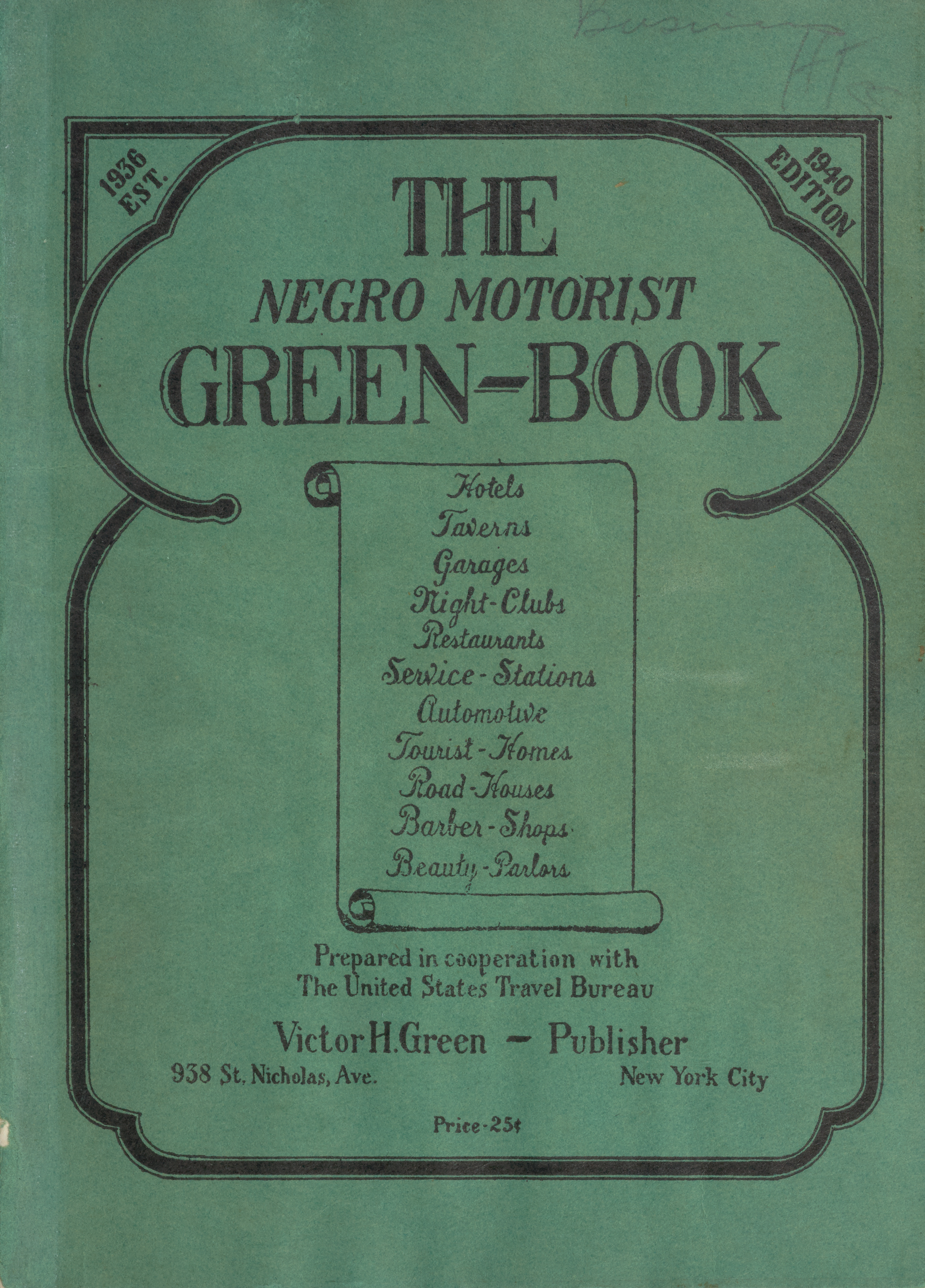
The Negro Motorist Green Book przedstawiał prace wyłącznie dla czarnoskórych kierowców w segregowanym rasowo południu.

W latach 60., Shirley odbył wiele tras koncertowych, niektóre z nich na południu Stanów Zjednoczonych, mając nadzieję, że swoimi występami zmieni niektórym zdanie na swój temat. Na pierwszą trasę koncertową w 1962, zatrudnił nowojorskiego ochroniarza Tony’ego „Lip” Vallelonga jako osobistego kierowcę i bodyguarda. Ich historia została przedstawiona w filmie Green Book (2018); nazwa pochodzi od przewodnika dla czarnoskórych kierowców, segregowanych rasowo w Stanach Zjednoczonych.
Film dyskusyjnie przedstawia Shirleya skłóconego ze swoją rodziną i wyalienowanego od innych Afroamerykanów. Żyjący członkowie rodziny Shirleya zaprzeczyli temu, stwierdzając, że był zaangażowany w ruchu praw obywatelskich (ang. Civil rights movement), wziął udział w marszach od Selmy do Montgomery i znał także innych artystów i przywódców afroamerykańskich. Miał trzech braci, z którymi (według rodziny) utrzymywał kontakt. Pisarz David Hadju, który spotkał się i zaprzyjaźnił z Shirleyem w latach 90. dzięki kompozytorowi Lutherowi Hendersonowi, napisał: „człowiek, którego znałem, znacząco różnił się od postaci Alego, który przedstawił go z drobiazgową elegancją w Green Book. Trudny w odbiorze, ale dosadny, żywy, samoobronny i nietolerujący braku perfekcyjności we wszystkim, on był tak złożony i niepodzielny jak jego sui generis muzyka”.
Pod koniec 1968 Sharley zagrał koncert Czajkowskiego wraz z Detroit Symphony Orchestra. Pracował również z Chicagowską Orkiestrą Symfoniczną i National Symphony Orchestra. Pisał symfonie dla Filharmonii Nowojorskiej i Orkiestry Filadelfijskiej. Grał również jako solista z orkiestrą z teatru operowego La Scala z Mediolanu w programie dedykowanym dla twórczości George’a Gershwina. Igor Strawinski, kompozytor z Rosji, który był wielbicielem Shirleya, powiedział o nim: „Jego wirtuozeria jest godna Bogów”.

### Śmierć
Shirley zmarł na chorobę serca 6 kwietnia 2013. Miał 86 lat.

## Albumy studyjne
- Tonal Expressions (Cadence, 1955)
- Orpheus in the Underworld (Cadence, 1956)
- Piano Perspectives (Cadence, 1956)
- Don Shirley Duo (Cadence, 1956)
- Don Shirley with Two Basses (Cadence, 1957)
- Improvisations (Cadence, 1957)
- Don Shirley (Audio Fidelity, 1959)
- Don Shirley Solos (Cadence, 1959)
- Don Shirley Plays Love Songs (Cadence, 1960)
- Don Shirley Plays Gershwin (Cadence, 1960)
- Don Shirley Plays Standards (Cadence, 1960)
- Don Shirley Plays Birdland Lullabies (Cadence, 1960)
- Don Shirley Plays Showtunes (Cadence, 1960)
- Don Shirley Trio (Cadence, 1961)
- Piano Arrangements of Spirituals (Cadence, 1962)
- Pianist Extraordinary (Cadence, 1962)
- Piano Spirituals (1962)
- Don Shirley Presents Martha Flowers (1962)
- Drown in My Own Tears (Cadence, 1962)
- Water Boy (Columbia, 1965)
- The Gospel According to Don Shirley (Columbia, 1969)
- Don Shirley in Concert (Columbia, 1969)
- The Don Shirley Point of View (Atlantic, 1972)
- Home with Donald Shirley (2001)
- Don Shirley’s Best (Cadence, 2010)[23][24].